# Dipcadi
Genre
Dipcadi est un genre de plantes de la famille des Asparagacées.

## Liste d'espèces
Selon BioLib (4 juillet 2023) :
- Dipcadi bakerianum Bolus
- Dipcadi balfourii Baker
- Dipcadi biflorum Ghaz.
- Dipcadi brevifolium (Thunb.) Fourc.
- Dipcadi ciliare (Eckl. & Zeyh. ex Harv.) Baker
- Dipcadi coimbatorensis V.Ravich., R.Kr.Singh & Murugan
- Dipcadi concanense (Dalzell) Baker
- Dipcadi cowanii (Ridl.) H. Perrier
- Dipcadi crispum Baker
- Dipcadi dekindtianum Engl.
- Dipcadi erythraeum Webb & Berth.
- Dipcadi fesoghlense (Solms) Baker
- Dipcadi garuense Engl. & K. Krause
- Dipcadi glaucum (Burch. ex Ker Gawl.) Baker
- Dipcadi goaense Prabhug., U.S. Yadav & Janarth.
- Dipcadi gracillimum Baker
- Dipcadi guichardii A.R. Sm.
- Dipcadi heterocuspe Baker
- Dipcadi kuriensis A.G. Mill.
- Dipcadi ledermannii Engl. & K. Krause
- Dipcadi longifolium (Lindl.) Baker
- Dipcadi maharashtrense Deb & S. Dasgupta
- Dipcadi marlothii Engl.
- Dipcadi mechowii Engl.
- Dipcadi minor Hook.f.
- Dipcadi montanum (Dalzell) Baker
- Dipcadi ndelleense A. Chev.
- Dipcadi oxylobum Welw. ex Baker
- Dipcadi panousei Sauvage & Veilex
- Dipcadi papillatum Oberm.
- Dipcadi platyphyllum Baker
- Dipcadi reidii Deb & S. Dasgupta
- Dipcadi rigidifolium Baker
- Dipcadi saxorum Blatt.
- Dipcadi serotinum (L.) Medicus
- Dipcadi susianum (Nábelek) Wendelbo
- Dipcadi thollonianum Hua
- Dipcadi turkestanicum Vved.
- Dipcadi ursulae Blatt.
- Dipcadi vaginatum Baker
- Dipcadi viride (L.) Moench
- Dipcadi welwitschii (Baker) Baker

Selon NCBI (4 juillet 2023) :
- Dipcadi brevifolium (Thunb.) Fourc.
- Dipcadi ciliatum Engl. & K.Krause
- Dipcadi concanense (Dalzell) Baker
- Dipcadi crispum Baker
- Dipcadi erythraeum Webb & Berthel.
- Dipcadi filifolium Baker
- Dipcadi glaucum (Burch. ex Ker Gawl.) Baker
- Dipcadi goaense Prabhug., U.S.Yadav & Janarth.
- Dipcadi gracillimum Baker
- Dipcadi heterocuspe Baker
- Dipcadi hyacinthoides (P.J.Bergius ex Schltdl.) Baker
- Dipcadi longifolium (Lindl.) Baker
- Dipcadi marlothii Engl
- Dipcadi minor Hook.f., 1892
- Dipcadi montanum (Dalzell) Baker
- Dipcadi saxorum Blatt.
- Dipcadi serotinum (L.) Medik.
- Dipcadi ursulae Blatt.
- Dipcadi viride (L.) Moench

Selon The Plant List (4 juillet 2023) :
- Dipcadi bakerianum Bolus
- Dipcadi balfourii Baker
- Dipcadi biflorum Ghaz.
- Dipcadi brevifolium (Thunb.) Fourc.
- Dipcadi ciliare (Eckl. & Zeyh. ex Harv.) Baker
- Dipcadi clarkeanum Schinz
- Dipcadi concanense (Dalzell) Baker
- Dipcadi cowanii (Ridl.) H.Perrier
- Dipcadi crispum Baker
- Dipcadi dekindtianum Engl.
- Dipcadi erythraeum Webb & Berthel.
- Dipcadi fesoghlense (Solms) Baker
- Dipcadi garuense Engl. & K.Krause
- Dipcadi glaucum (Burch. ex Ker Gawl.) Baker
- Dipcadi goaense Prabhug., U.S.Yadav & Janarth.
- Dipcadi gourmaense A. Chev.
- Dipcadi gracillimum Baker
- Dipcadi guichardii A.R.Sm.
- Dipcadi heterocuspe Baker
- Dipcadi kuriensis A.G.Mill.
- Dipcadi ledermannii Engl. & K.Krause
- Dipcadi longifolium (Lindl.) Baker
- Dipcadi maharashtrense Deb & S.Dasgupta
- Dipcadi marlothii Engl.
- Dipcadi mechowii Engl.
- Dipcadi minor Hook.f.
- Dipcadi montanum (Dalzell) Baker
- Dipcadi ndelleense A.Chev.
- Dipcadi oxylobum Welw. ex Baker
- Dipcadi panousei Sauvage & Veilex
- Dipcadi papillatum Oberm.
- Dipcadi platyphyllum Baker
- Dipcadi reidii Deb & S.Dasgupta
- Dipcadi rigidifolium Baker
- Dipcadi saxorum Blatt.
- Dipcadi serotinum (L.) Medik.
- Dipcadi susianum (Nábelek) Wendelbo
- Dipcadi turkestanicum Vved.
- Dipcadi ursulae Blatt.
- Dipcadi vaginatum Baker
- Dipcadi viride (L.) Moench
- Dipcadi welwitschii (Baker) Baker

Selon Tropicos (4 juillet 2023) (Attention liste brute contenant possiblement des synonymes) :
- Dipcadi adelae Beauverd
- Dipcadi anthericoides Engl. & Gilg
- Dipcadi arenarium Baker
- Dipcadi ausense Dinter
- Dipcadi avasimontanum Dinter
- Dipcadi bakerianum Bolus
- Dipcadi balfourii Baker
- Dipcadi baumii Engl. & Gilg
- Dipcadi biflorum Ghaz.
- Dipcadi brevifolium Fourc.
- Dipcadi brevipes Baker
- Dipcadi bussei Dammer
- Dipcadi ciliare Baker
- Dipcadi ciliatum Engl. & K. Krause
- Dipcadi cinnabarinum Suess.
- Dipcadi comosum Welw. ex Baker
- Dipcadi concanense (Dalzell) Baker
- Dipcadi conrathii Baker
- Dipcadi cowanii (Ridl.) H. Perrier
- Dipcadi crispociliatum Suess.
- Dipcadi crispum Baker
- Dipcadi dekindtianum Engl.
- Dipcadi dinteri Baker
- Dipcadi durandianum Schinz
- Dipcadi elatum Baker
- Dipcadi erlangeri Dammer
- Dipcadi ernesti-ruschii Dinter
- Dipcadi erythraeum Webb & Berthel.
- Dipcadi fesoghlense (Solms) Baker
- Dipcadi filamentosum Medik.
- Dipcadi filifolium Baker
- Dipcadi firmifolium Baker
- Dipcadi fulvum (Cav.) Webb & Berthel.
- Dipcadi garuense Engl. & K. Krause
- Dipcadi geniculatum Dinter ex Suess.
- Dipcadi glaucescens Engl. & K. Krause
- Dipcadi glaucum Baker
- Dipcadi goaense
- Dipcadi gonocarpum Suess.
- Dipcadi gourmaense A. Chev.
- Dipcadi gracilipes K. Krause
- Dipcadi gracillimum Baker
- Dipcadi guichardii Radcl.-Sm.
- Dipcadi helenae Beauverd
- Dipcadi heterocuspe Baker
- Dipcadi hildebrandtii Dammer
- Dipcadi hockii De Wild.
- Dipcadi hyacinthoides (Spreng.) Baker
- Dipcadi hysudricum (Edgew.) Baker
- Dipcadi involutum Suess.
- Dipcadi kelleri Baker
- Dipcadi kerstingii Dammer
- Dipcadi kuriensis A.G. Mill.
- Dipcadi lanceolatum Baker
- Dipcadi lateritium Welw. ex Baker
- Dipcadi ledermannii Engl. & K. Krause
- Dipcadi lividescens Engl. & Gilg
- Dipcadi longibracteatum Schinz
- Dipcadi longicauda Engl. & K. Krause
- Dipcadi longifolium (Lindl.) Baker
- Dipcadi madrasicum E. Barnes & C.E.C. Fisch.
- Dipcadi magnum Baker
- Dipcadi maharashtrense Deb & S. Dasgupta
- Dipcadi marlothii Engl.
- Dipcadi mechowii Engl.
- Dipcadi megalanthum Zahlbr.
- Dipcadi minimum (Steud. ex A. Rich.) Baker
- Dipcadi minor Hook. f.
- Dipcadi monophyllum K. Krause & Dinter
- Dipcadi montanum (Dalzell) Baker
- Dipcadi ndelleense A. Chev.
- Dipcadi nitens K. Krause
- Dipcadi occidentale Baker
- Dipcadi oligotrichum Baker
- Dipcadi oxylobum Welw. ex Baker
- Dipcadi palustre Baker
- Dipcadi panousei Sauvage & Veilex
- Dipcadi papillatum Oberm.
- Dipcadi platyphyllum Baker
- Dipcadi polyphyllum Baker
- Dipcadi rautaneni Baker
- Dipcadi readii
- Dipcadi reidii Deb & S. Dasgupta
- Dipcadi rhodesicum Weim.
- Dipcadi rigidifolium Baker
- Dipcadi rupicola Chiov.
- Dipcadi sansibaricum Engl.
- Dipcadi saxorum Blatt.
- Dipcadi serotinum (L.) Medik.
- Dipcadi setosum Baker
- Dipcadi spirale Baker
- Dipcadi stenophyllum Dinter
- Dipcadi sulcatum Suess.
- Dipcadi susianum (Nábelek) Wendelbo
- Dipcadi tacazzeanum (Hochst. ex A. Rich.) Baker
- Dipcadi thollonianum Hua
- Dipcadi tortile R.A. Dyer
- Dipcadi turkestanicum Vved.
- Dipcadi umbonatum Baker
- Dipcadi undulatifolium Schinz
- Dipcadi unicolor (Stocks) Baker
- Dipcadi unifolium Baker
- Dipcadi ursulae Blatt.
- Dipcadi vaginatum Baker
- Dipcadi venenatum Schinz
- Dipcadi viride (L.) Moench
- Dipcadi volutum Baker
- Dipcadi welwitschii (Baker) Baker
- Dipcadi wentzelianum Engl.
- Dipcadi zambesiacum Baker
- Dipcadi × clarkeanum Schinz
- Dipcadi × juttae Engl. & K. Krause